# Metalectra safina
Metalectra safina là một loài bướm đêm trong họ Erebidae.